# Cirrhilabrus randalli
Cirrhilabrus randalli là một loài cá biển thuộc chi Cirrhilabrus trong họ Cá bàng chài. Loài này được mô tả lần đầu tiên vào năm 1995.

## Từ nguyên
Từ định danh randalli được đặt theo tên của nhà ngư học John Ernest Randall (1924 – 2020) nhằm ghi nhận những nghiên cứu đóng góp của ông về các loài cá rạn san hô ở Ấn Độ Dương - Thái Bình Dương.

## Phạm vi phân bố và môi trường sống
C. randalli là một loài đặc hữu của Úc, được tìm thấy chủ yếu tại các đảo san hô phía tây bắc nước này, bao gồm quần đảo Ashmore và Cartier, rạn san hô Scott và bãi cạn Rowley. C. randalli sống tập trung gần các rạn san hô trên nền đá vụn ở độ sâu khoảng 10–40 m.

## Mô tả
Chiều dài lớn nhất được ghi nhận ở C. randalli là 8,5 cm. Đầu và thân trước của cá đực có màu xanh lục lam sẫm, phần thân còn lại có màu nâu cam với một dải màu vàng từ sau gốc vây ngực chạy dài đến gốc vây đuôi, bụng màu trắng. Mống mắt màu đỏ. Có sọc xiên màu đen ở gốc vây ngực. Tia các vây có màu xanh lam. Cá cái có màu xanh lục nâu đến màu nâu nhạt với những chấm màu xanh óng ở thân trên, và còn có một đốm đen ở cuống đuôi.
Số gai ở vây lưng: 11; Số tia vây ở vây lưng: 9; Số gai ở vây hậu môn: 3; Số tia vây ở vây hậu môn: 9; Số gai ở vây bụng: 1; Số tia vây ở vây bụng: 5; Số tia vây ở vây ngực: 15.

## Phân loại học
C. randalli nằm trong nhóm phức hợp loài của Cirrhilabrus cyanopleura, cùng với các loài Cirrhilabrus solorensis, Cirrhilabrus chaliasi, Cirrhilabrus aquamarinus, Cirrhilabrus aurantidorsalis, Cirrhilabrus luteovittatus và Cirrhilabrus ryukyuensis. Các thành viên trong phức hợp loài cyanopleura được biết đến với khả năng tự phát huỳnh quang đỏ.

## Sinh thái học
C. randalli thường sống thành một nhóm lớn trên các rạn san hô. Thức ăn của chúng có thể là các loài động vật phù du. C. randalli ít được thu thập trong ngành buôn bán cá cảnh.